# Stor-Frötjärnen
Stor-Frötjärnen är en sjö i Robertsfors kommun i Västerbotten och ingår i Rickleåns huvudavrinningsområde. Den är belägen någon kilometer väster om Åkullsjön.